# Choquinha-do-tapajós
Formigueirinho-do-tapajós ou choquinha-do-tapajós (Myrmotherula klagesi) é uma espécie de ave da família Thamnophilidae.
É endémica do Brasil.
Os seus habitats naturais são: pântanos subtropicais ou tropicais.
Está ameaçada por perda de habitat.
O macho é bem semelhante à fêmea, com uma mancha branca adicional no dorso.